# Municipio de Bluff Springs
El municipio de Bluff Springs (en inglés: Bluff Springs Township) es un municipio ubicado en el condado de Cass en el estado estadounidense de Illinois. En el año 2010 tenía una población de 888 habitantes y una densidad poblacional de 5,74 personas por kilómetro cuadrado.

## Geografía
El municipio de Bluff Springs se encuentra ubicado en las coordenadas 40°2′9″N 90°21′37″O / 40.03583, -90.36028. Según la Oficina del Censo de los Estados Unidos, el municipio tiene una superficie total de 154,67 km², de la cual 149,56 km² corresponden a tierra firme y (3,31 %) 5,11 km² es agua.

## Demografía
Según el censo de 2010, había 888 personas residiendo en el municipio de Bluff Springs. La densidad de población era de 5,74 hab./km². De los 888 habitantes, el municipio de Bluff Springs estaba compuesto por el 94,14 % blancos, el 1,46 % eran afroamericanos, el 0 % eran amerindios, el 0,34 % eran asiáticos, el 0 % eran isleños del Pacífico, el 3,27 % eran de otras razas y el 0,79 % pertenecían a dos o más razas. Del total de la población el 5,41 % eran hispanos o latinos de cualquier raza.